# Mitranthes ottonis
Mitranthes ottonis är en myrtenväxtart som beskrevs av Otto Karl Berg. Mitranthes ottonis ingår i släktet Mitranthes och familjen myrtenväxter. Inga underarter finns listade i Catalogue of Life.